# Bettany Hughes
Bettany Hughes (Londres, 14 de maio de 1967) é uma historiadora, autora e locutora britânica especializada em história clássica. Seus livros têm abarcado boa parte da antiguidade clássica e o mito, bem como a história de Istambul e Bizâncio. Participa ativamente nos esforços para fomentar o ensino dos clássicos nas escolas públicas do Reino Unido. Em 2019, foi nomeada Oficial da Ordem do Império Britânico.

## Infância, educação e carreira
Bettany Hughes foi criada no oeste de Londres, capital da Inglaterra. Ela foi educada em Notting Hill e em Ealing. Foi ao Ealing High School e, mais tarde, à Universidade de Oxford, indo ao St. Hilda's College, onde se graduou em história antiga e moderna.
Bettany é investigadora visitante no King's College de Londres, membro honorária da Universidade de Cardiff e possui doutorado honorário pela Universidade de Iorque.
Bettany Hughes tem escrito e apresentado muitos documentários e séries sobre temas de história antiga e moderna, tanto internacional como do Reino Unido. Em 2009, recebeu o Prêmio Especial Naomi Sargant por excelência na radiodifusão educativa e, em 2012, o Prêmio Norton Medlicott por serviços a história da Historical Association, da qual é membro honorária.
Bettany Hughes também tem ministrado muitas conferências e palestras didáticas. Em 2010, ela ministrou a conferência "Ta Erotika: The Things of Love" no Instituto Helênico do Royal Holloway (colégio da Universidade de Londres) e, em 2011, participou na conferência do Huw Wheldon Memorial organizada pela Royal Television Society, na qual afirmou que a história da televisão está prosperando e desfrutando de uma nova era dourada. Em 2011, presidiu o Prêmio de Ficção Feminina, o único prêmio anual de livros de ficção escrito por mulheres no Reino Unido.
Bettany Hughes é patrocinadora do The Íris Project, uma organização beneficente que promove o ensino do latim e do grego nas escolas públicas do Reino Unido, bem como patrocinadora honorária do Classics For All, uma campanha nacional para que as línguas clássicas e o estudo das civilizações antigas regressem à educação pública. Bettany é assessora da Fundação para a Ciência, a Tecnologia e a Civilização, que visa fomentar projetos de colaboração de grande escala entre oriente e ocidente.
Em 2014, Bettany foi nomeada Amiga Distinta da Universidade de Oxford. Em 2016, Bettany Hughes pronunciou a Conferência Voltaire anual da Associação Humanista Britânica. Foi eleita membra da Sociedade de Anticuários de Londres, em 3 de março de 2017. Assim mesmo, foi nomeada Oficial da Ordem do Império Britânico (OBE) nas Honras de aniversários de 2019 da rainha Isabel II da Inglaterra por seus serviços à história.
Como divulgadora científica, Bettany tem realizado diversas reportagens e documentários históricos para canais como BBC One, BBC Two, BBC Four, Channel 5, History ou ITV.[carece de fontes?]

## Vida pessoal
Bettany Hughes é filha do ator Peter Hughes e irmã do jogador de críquete e jornalista Simon Hughes. Bettany Hughes está casada com Adrian Evans e o casal tem dois filhos. Bettany é vegetariana.

## Livros
Até a data, Bettany Hughes escreveu quatro livros:
- Helen of Troy: Goddess, Princess, Whore (2005).
- The Hemlock Cup: Socrates, Athens and the Search for the Good Life (2010). O livro incluiu-se na lista de superventas de The New York Times. Foi eleito como Livro do ano pelo The Daily Telegraph, bem como Livro da semana pela BBC Rádio 4.[21][22] Foi pré-selecionado para um prêmio do grêmio de escritores.[23]
- Istanbul: A Devaste of Three Cities (2017). Foi resenhado pelo The New York Review of Books.[24]
- Vénus and Aphrodite (2019).